# Villa Korndal

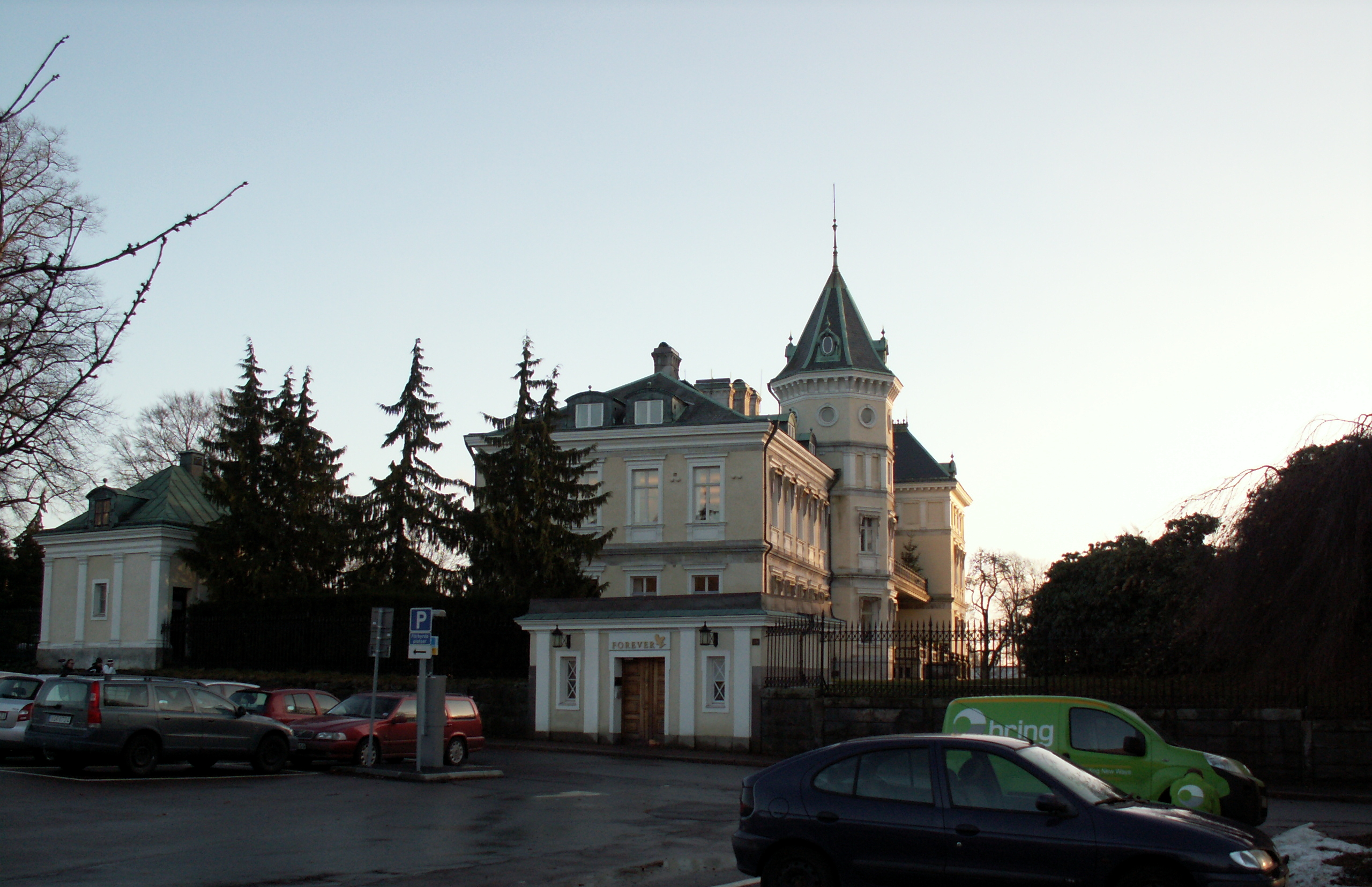
Entrén till Villa Korndal.

Villa Korndal ligger i Mölndal, strax söder om Göteborg. Villan uppfördes 1870 åt David Otto Francke efter bröderna Axel och Hjalmar Kumliens ritningar. David Otto Francke var entreprenören som gjorde Korndals pappersbruk till Sveriges största. Villa Korndal övergick senare i familjen Wallenbergs ägo för att därefter vara disponentbostad åt företaget Papyrus ledare.

## Fastighetsköp
I september 2005 köptes villan på 1600-1700 kvm med tillhörande park på 40-41 000 kvm av företaget Forever Living Products för 24,5 miljoner kronor och används som kontor sedan februari 2006. Tibellska villan från år 1929 på 600 kvm ingick i köpet.
Ägaren till Villa Papyrus, via Korndals Fastighets AB, var en minnesfond kallad ”Wallenbergfonden”. Korndals Fastighets AB hade i sin tur köpt fastigheten några år tidigare för 23 miljoner kronor av Klippan Mölndal AB, som gick i konkurs i juli 2006. Fondens styrelse, med representanter från fack och arbetsgivare från Klippan AB, ville helst att kommunen skulle köpa fastigheten på grund av det industrihistoriska värdet. Kommunen ansåg dock att utgångspriset på 30 miljoner kronor låg för högt; max tio miljoner kronor ville man betala trots att hela Papyrus område finns med i kommunens kulturmiljövårdprogram.
I januari 2015 köpte MölnDala Fastighets AB 11 900 kvm av den västra delen av parken för 17 miljoner kronor för att säkerställa kopplingen till Mölndals Innerstad.
Hösten 2022 förvärvades Villa Korndal av Mölndala Fastighets AB.

## Fotografering och dokumentering
Efter Wallenbergs övertagande lät man 1895 fotografen Caroline Gaudard dokumentera interiören. Gaudard var flitigt anlitad för att fotografera interiörer i Göteborgs välbärgade hem. Ett antal foton från villan återfanns 2021 i arkivet från AB Papyrus. Fotografierna ger en värdefull inblick i hur villan såg ut runt sekelskiftet 1900.

## Bilder

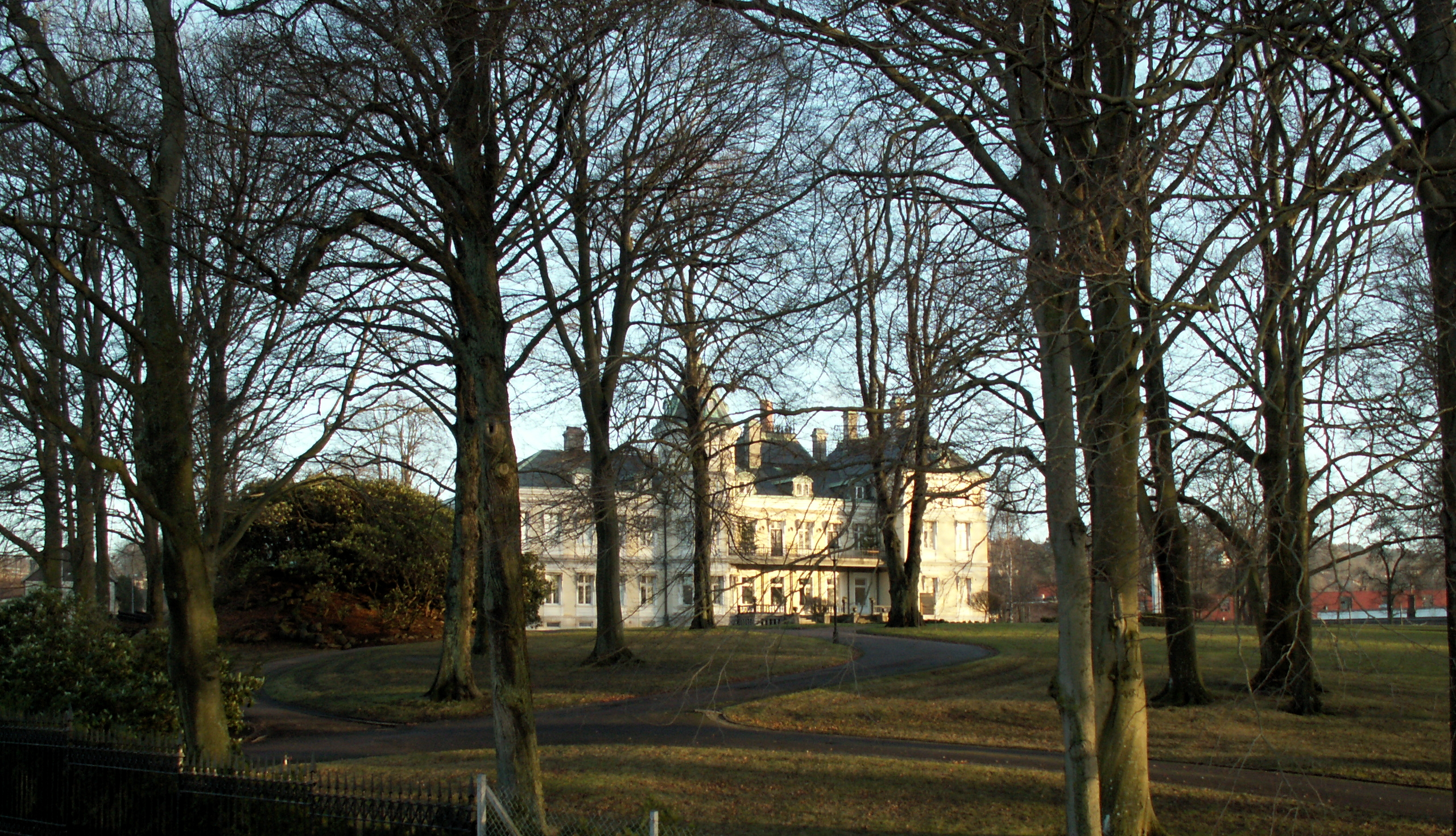
Villans framsida från parken
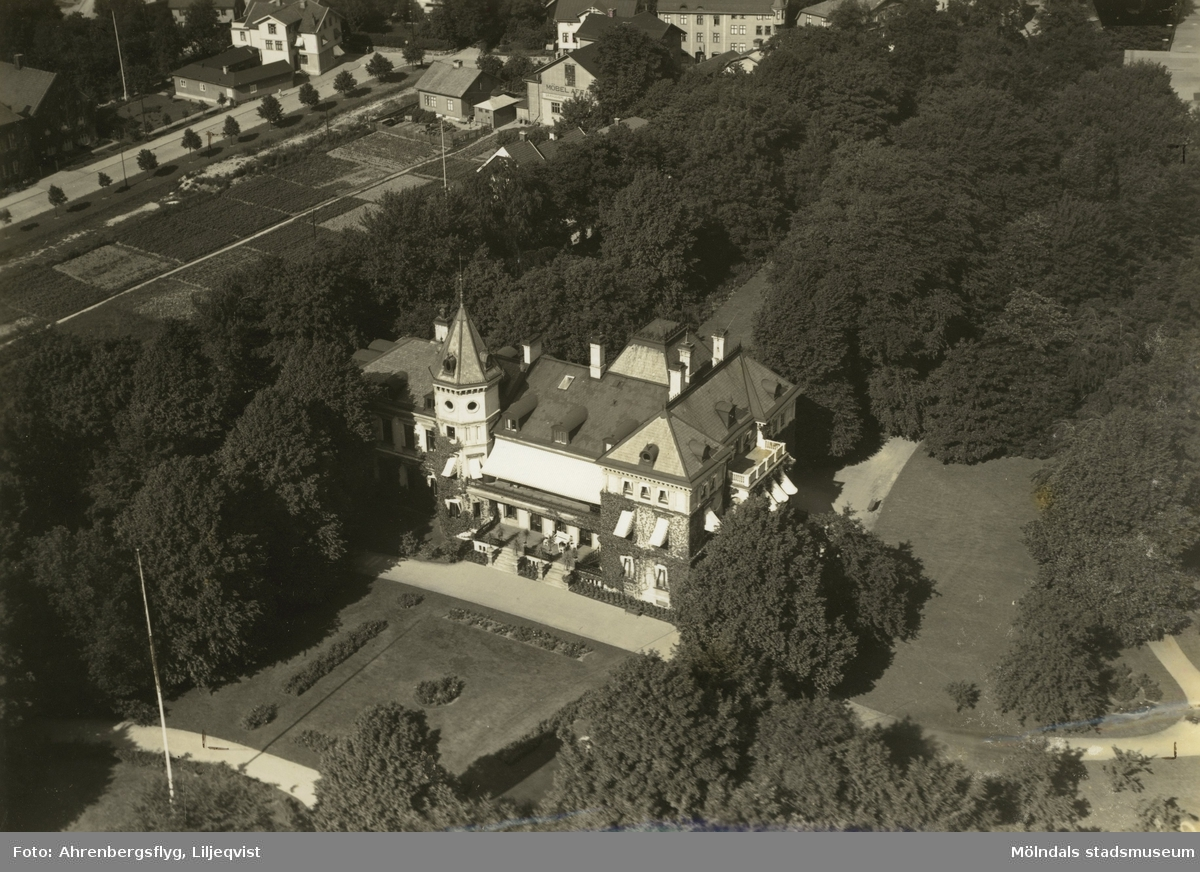
Flygfoto från framsidan 1942
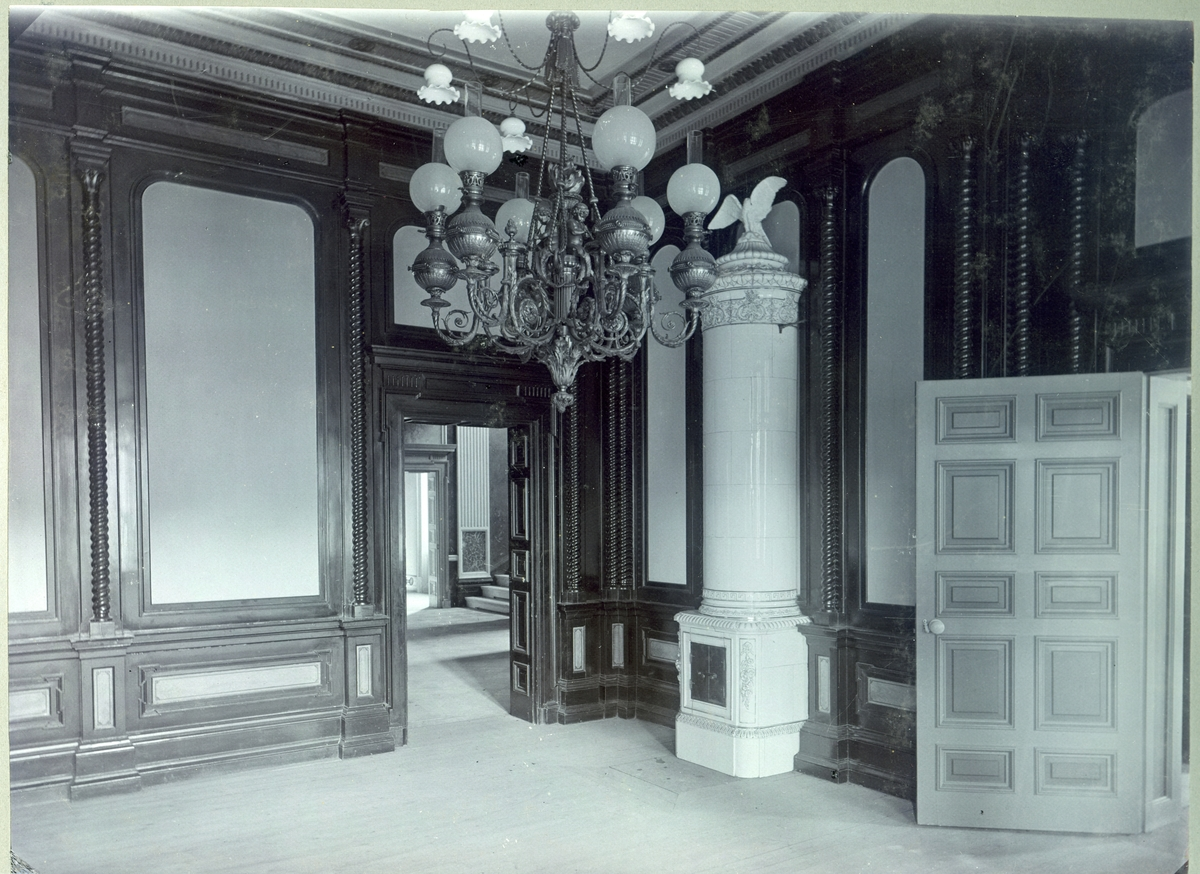
Interiörbild från blå rummet 1895 tagen av Caroline Gaudard
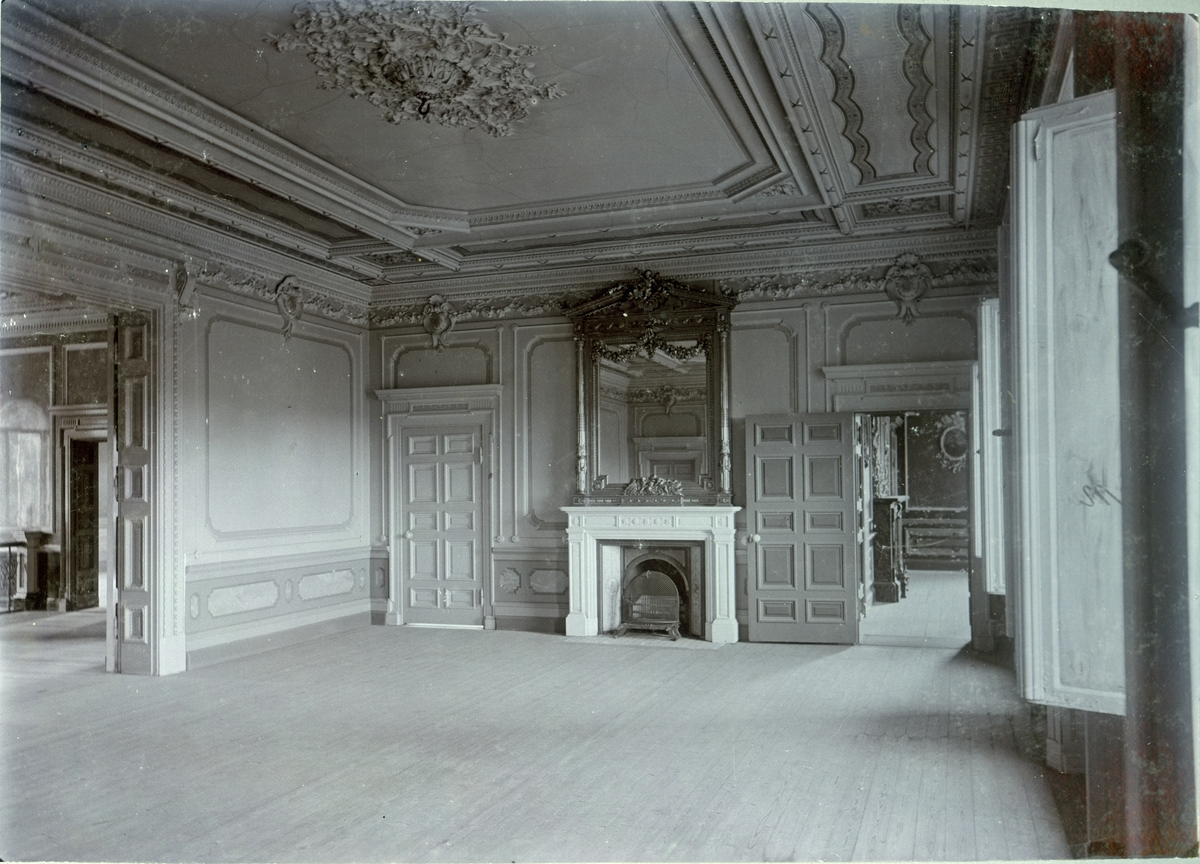
Interiörbild från salongen 1895 tagen av Caroline Gaudard